# Sullivan (Illinois)
Sullivan és una població dels Estats Units a l'estat d'Illinois. Segons el cens del 2000 tenia 4.326 habitants.

## Demografia
Segons el cens del 2000, Sullivan tenia 4.326 habitants, 1.820 habitatges, i 1.188 famílies. La densitat de població era de 818,8 habitants/km².
Dels 1.820 habitatges en un 28,3% hi vivien nens de menys de 18 anys, en un 51,8% hi vivien parelles casades, en un 10,4% dones solteres, i en un 34,7% no eren unitats familiars. En el 31% dels habitatges hi vivien persones soles el 16,5% de les quals corresponia a persones de 65 anys o més que vivien soles. El nombre mitjà de persones vivint en cada habitatge era de 2,28 i el nombre mitjà de persones que vivien en cada família era de 2,84.
Per edats la població es repartia de la següent manera: un 22,8% tenia menys de 18 anys, un 8,3% entre 18 i 24, un 25,9% entre 25 i 44, un 21,3% de 45 a 60 i un 21,7% 65 anys o més.
L'edat mediana era de 40 anys. Per cada 100 dones de 18 o més anys hi havia 81,2 homes.
La renda mediana per habitatge era de 33.197 $ i la renda mediana per família de 41.894 $. Els homes tenien una renda mediana de 31.754 $ mentre que les dones 20.631 $. La renda per capita de la població era de 17.693 $. Aproximadament el 5,4% de les famílies i el 8,8% de la població estaven per davall del llindar de pobresa.

## Poblacions més properes
El següent diagrama mostra les poblacions més properes.